# Verbum supernum prodiens
Verbum supernum prodiens ist einer von fünf Hymnen, die anlässlich der Einführung des Hochfestes Fronleichnam (Sollemnitas Sanctissimi Corporis et Sanguinis Christi) 1264 durch Papst Urban IV. von dem Kirchenlehrer Thomas von Aquin verfasst wurden. Verbum supernum prodiens war bestimmt für die Laudes des Fronleichnamsfestes. Die letzten beiden Verse O salutaris hostia wurden, ähnlich wie das Panis angelicus, in der Liturgie oft als Gesang zum eucharistischen Segen oder auch zur Austeilung der Kommunion gesungen.
Der evangelische Theologe Otto Riethmüller schuf 1932 eine Übertragung, die sich im Evangelischen Gesangbuch im Bereich Lieder zum Gottesdienst – Abendmahl (EG 223) findet. Im gemeinsamen Regionalteil des Gotteslobes der Bistümer Freiburg und Rottenburg-Stuttgart findet sich unter Nummer 879 eine Übertragung von Heinrich Bone aus dem Jahr 1847 mit einer Melodie von Franz Xaver Reihing (1865). Bei dieser Übertragung fehlt die doxologische sechste Strophe.
Der Gesang wurde vielfach vertont. Zu den bekanntesten Vertonungen zählen die von Gioachino Rossini, Camille Saint-Saëns und Charles Gounod. Die derzeit jüngste Vertonung wurde im Jahr 2011 von Ēriks Ešenvalds geschaffen. Er konzentrierte sich bei seinem Werk nur auf die Strophe „O salutaris hostia“.

## Text und Übersetzungen
| Latein | Übersetzung | Übertragung von Heinrich Bone 1847 | Übertragung von Otto Riethmüller 1932 |
| --- | --- | --- | --- |
| Verbum supernum prodiens, Nec Patris linquens dexteram, Ad opus suum exiens, Venit ad vitæ vesperam. In mortem a discipulo Suis tradendus æmulis, Prius in vitæ ferculo Se tradidit discipulis. Quibus sub bina specie Carnem dedit et sanguinem; Ut duplicis substantiæ Totum cibaret hominem. Se nascens dedit socium, Convescens in edulium, Se moriens in pretium, Se regnans dat in præmium. O salutaris hostia, Quæ cæli pandis ostium, Bella premunt hostilia; Da robur, fer auxilium. Uni trinoque Domino Sit sempiterna gloria: Qui vitam sine termino Nobis donet in patria. | Das himmlische Wort kommt hervor, ohne dass es die Rechte des Vaters verlässt, zu seinem Werk geht es heraus, kommt zum Abend des Lebens. Bevor er in den Tod vom Jünger übergeben wurde an seine Neider, vorher zur Lebensspeise gab er sich seinen Jüngern. Ihnen unter zweifacher Gestalt Fleisch gab er und Blut; so dass er durch die doppelte Substanz den ganzen Menschen speist. Bei seiner Geburt gab er sich zum Gefährten; tafelnd, zur Speise; sterbend, zum Lösegeld; herrschend gibt er sich als Preis. O heilbringende Opfergabe/Hostie, die du die Tür des Himmels öffnest, feindliche Kriege drängen: Gib Kraft, bringe Hilfe. Dem einen dreifaltigen Herrn sei ewige Ehre, der Leben ohne Ende uns geben möge im Vaterland. | Das ewge Wort vom Himmel hoch ging aus und blieb beim Vater doch und kam nach Gottes Rettungsplan am Abend seines Lebens an. Zum Tod vom eignen Freunde gar verraten an der Feinde Schar, gab er zuvor zum Lebensmahl sich selber seiner Jünger Zahl. In zwei Gestalten liebereich gab er sein Fleisch und Blut zugleich, damit er speise voll und wahr den ganzen Menschen wunderbar. In der Geburt uns zugesellt, er sich beim Mahl zur Speise stellt gibt sich im Tod zum Lösegeld, zum Preis und Lohn als Herr der Welt. Du Opferlamm, das Heil uns schenkt, des Himmels Tore uns aufsprengt, noch drückt uns hier Gewalt und Krieg, gib Hilf, o Herr, gib Kraft und Sieg. | Das Wort geht von dem Vater aus und bleibt doch ewiglich zu Haus, geht zu der Welten Abendzeit, das Werk zu tun, das uns befreit. Da von dem eignen Jünger gar der Herr zum Tod verraten war, gab er als neues Testament den Seinen sich im Sakrament, gab zwiefach sich in Wein und Brot; sein Fleisch und Blut, getrennt im Tod, macht durch des Mahles doppelt Teil den ganzen Menschen satt und heil. Der sich als Bruder zu uns stellt, gibt sich als Brot zum Heil der Welt, bezahlt im Tod das Lösegeld, geht heim zum Thron als Siegesheld. Der du am Kreuz das Heil vollbracht, des Himmels Tür uns aufgemacht: gib deiner Schar im Kampf und Krieg Mut, Kraft und Hilf aus deinem Sieg. Dir, Herr, der drei in Einigkeit, sei ewig alle Herrlichkeit. Führ uns nach Haus mit starker Hand zum Leben in das Vaterland. |